# Ignacio Calvo (piragüista)
Ignacio Calvo Moya (2 de julio de 1997) es un deportista español que compite en piragüismo en la modalidad de maratón.
Ganó una medalla de oro en el Campeonato Mundial de Piragüismo en Maratón de 2024 y una medalla de plata en el Campeonato Europeo de Piragüismo en Maratón de 2024, ambas en la prueba de C1 en distancia corta.

## Palmarés internacional
| \| Campeonato Mundial \| Campeonato Mundial \| Campeonato Mundial \| Campeonato Mundial \| \| Año \| Lugar \| Medalla \| Competición \| \| ------------------ \| ------------------ \| ------------------ \| ------------------ \| \| 2024 \| Metković (Croacia) \| Medalla de oro \| C1 (DC) \| \| Campeonato Europeo \| \| \| \| \| Año \| Lugar \| Medalla \| Competición \| \| 2024 \| Poznań (Polonia) \| Medalla de plata \| C1 (DC) \| |                    |                  |             |
| Campeonato Mundial |                    |                  |             |
| Año | Lugar              | Medalla          | Competición |
| 2024 | Metković (Croacia) | Medalla de oro   | C1 (DC)     |
| Campeonato Europeo |                    |                  |             |
| Año | Lugar              | Medalla          | Competición |
| 2024 | Poznań (Polonia)   | Medalla de plata | C1 (DC)     |